# Women's Rights

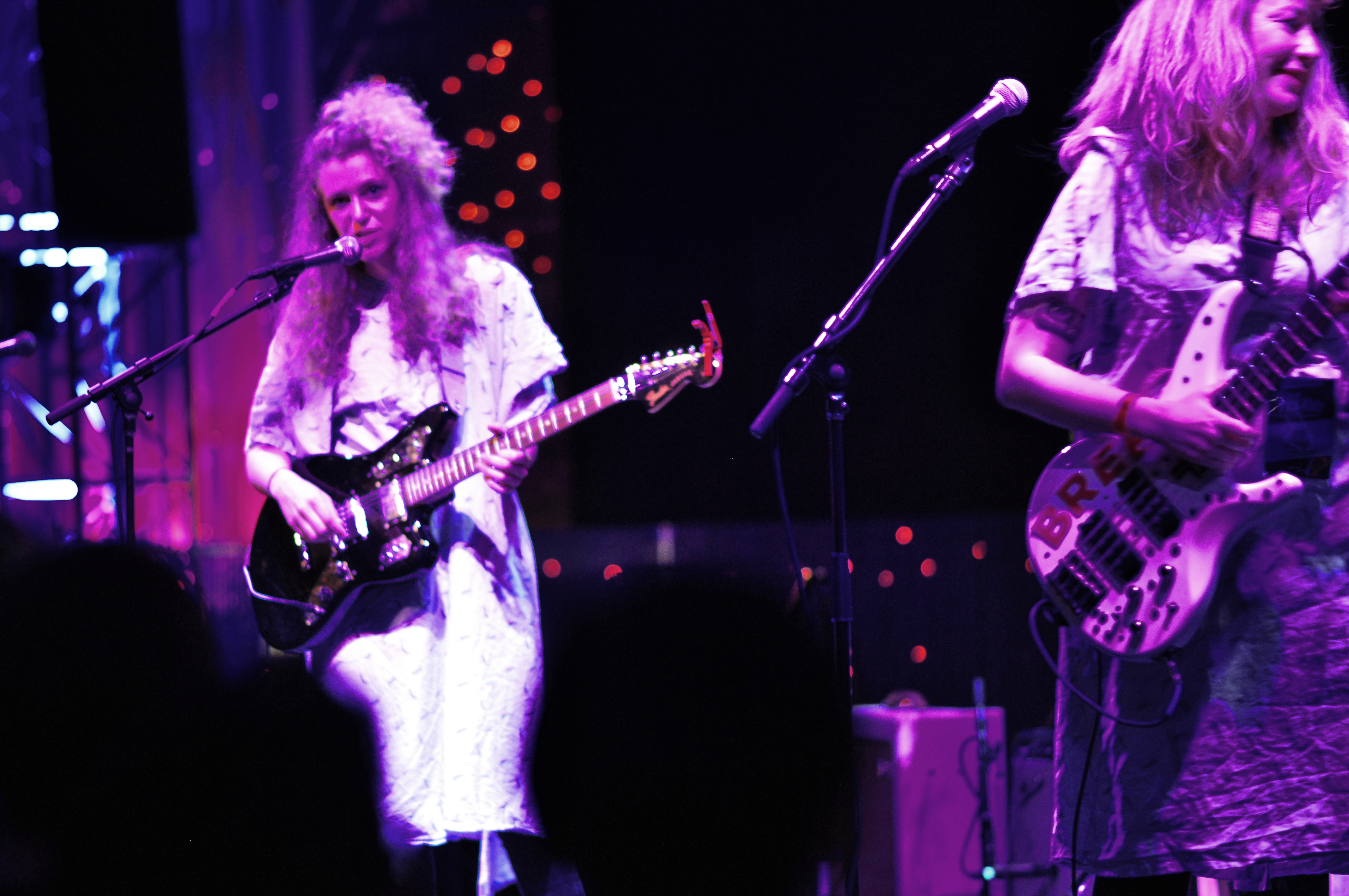
Childbirth en escenario, 2015.

Women's Rights es el segundo álbum de estudio de la banda de rock de Seattle Childbirth. Fue grabado en Vault Studio y presenta a cada uno de los miembros de la banda, Bree McKenna (también parte de Tacocat), Stacy Peck (también parte de Pony Time) y Julia Shaprio (también parte de Chastity Belt). El álbum fue lanzado el 2 de octubre de 2015 por Suicide Squeeze Records.

## Respuesta de la crítica
Women's Rights destaca en la crítica por sus tonos "feministas". Muchas canciones son descritas como "tontas", "divertidas" y "cómicas". El crítico Bobby Moore de Bitch Media afirma que las canciones Tech Bro y Siri, Open Tinder "apuntan a hombres menos que deseables," y la critica Katie Presley de NPR cita los éxitos del álbum como «un conjunto de libertades tipicamente anónimas vitales para una experiencia femenina equitativa».

## Lista de canciones[15][16][17]
Todas las canciones fueron escritas por Childbirth.
Todas las canciones escritas y compuestas por Childbirth. 
| N.º | Título                       | Duración |  |
| 1.  | «Women's Rights»             | 0:39     |  |
| 2.  | «Nasty Grrls»                | 3:02     |  |
| 3.  | «Tech Bro»                   | 2:06     |  |
| 4.  | «More Fertile Than You»      | 2:11     |  |
| 5.  | «Breast Coast (Hangin' Out)» | 1:31     |  |
| 6.  | «Siri, Open Tinder»          | 2:17     |  |
| 7.  | «Cool Mom»                   | 2:18     |  |
| 8.  | «Let's Be Bad»               | 3:31     |  |
| 9.  | «Since When Are You Gay?»    | 2:51     |  |
| 10. | «@Julia Shapiro»             | 1:52     |  |
| 11. | «Will You Let The Dogs In?»  | 1:19     |  |
| 12. | «Baby Bump»                  | 2:44     |  |
| 13. | «You're Not My Real Dad»     | 1:24     |  |

## Personal[18][19][20]
- Bajo, voz – Bree McKenna
- Batería – Stacy Peck
- Arte, guitarra, voz – Julia Shapiro

- Ingeniero – Ian Lesage
- Mezcla – Alice Wilder
- Mezcla – Chris Hanzsek